# Libische no-flyzone

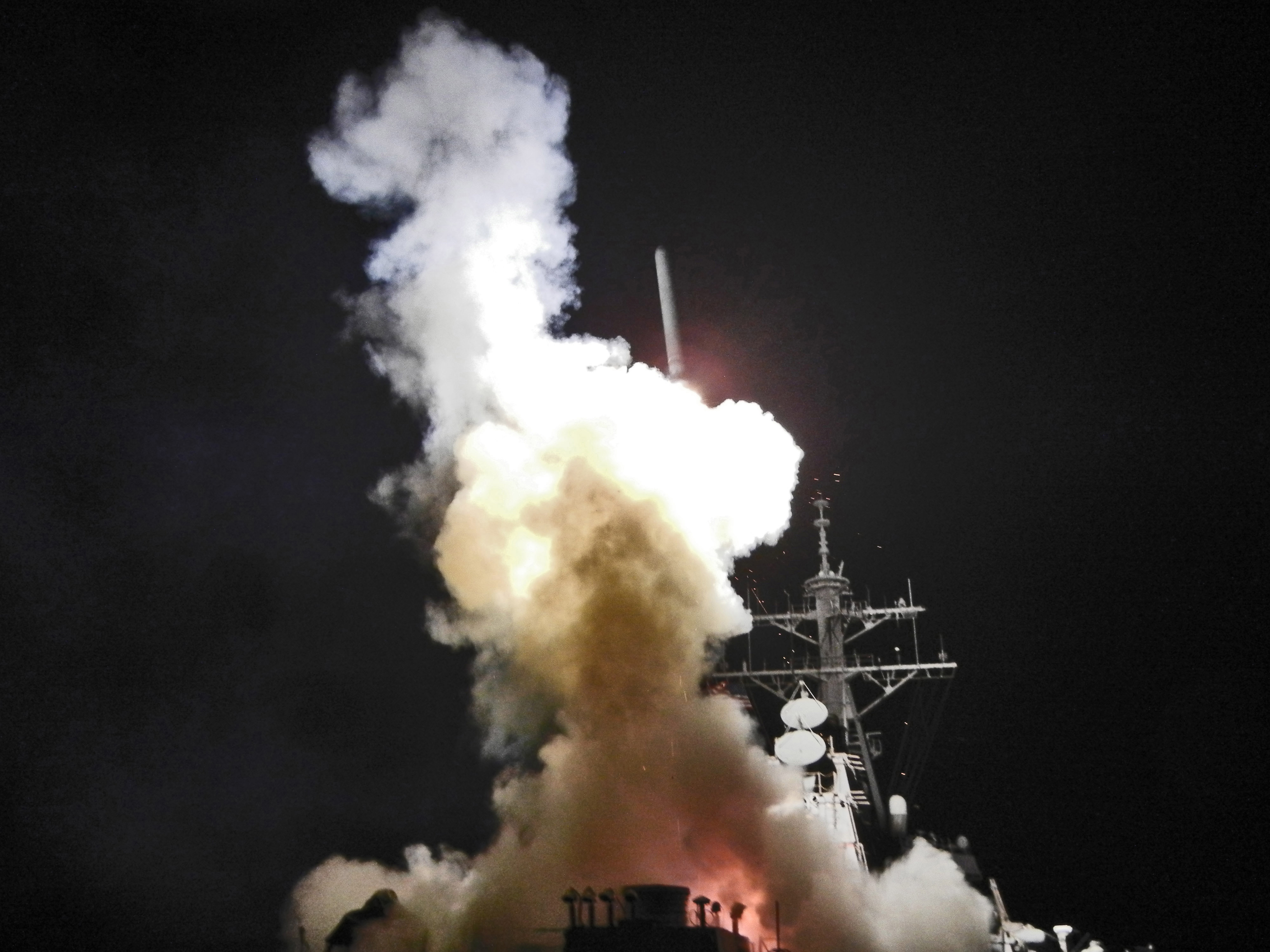
Lancering van een Tomahawkraket vanaf de USS Barry.

De Libische no-flyzone verwijst naar het vliegverbod boven het Libische luchtruim dat werd ingesteld door de VN-Veiligheidsraadsresolutie 1973 op 17 maart 2011.
De no-flyzone werd voorgesteld tijdens de Libische opstand in 2011 om te voorkomen dat de overheid loyaal aan Moammar al-Qadhafi luchtaanvallen uitvoert op de anti-Qadhafirebellen en de burgerbevolking. De no-flyzone wordt vanuit Napels gehandhaafd door de NAVO.
De op 27 oktober 2011 door de Veiligheidsraad aangenomen resolutie 2016 beëindigde de no-flyzone weer op 31 oktober om 23:59.

## Aanleiding
In februari 2011 kwam de bevolking van Libië in opstand tegen dictator Moammar al-Qadhafi die al 42 jaar Libië regeerde. Deze opstand mondde nadien uit in een gewelddadig conflict tussen Qadhafi en de bevolking.
Op 12 maart 2011 riep de Arabische Liga de Veiligheidsraad van de Verenigde Naties op om een no-flyzone op te leggen. Op 15 maart diende de Libanese ambassadeur Nawaf Salam een resolutie in die werd gesteund door het Verenigd Koninkrijk en Frankrijk. Op 17 maart 2011 stemt de VN-Veiligheidsraad in met tien stemmen voor, niemand tegen en 5 onthoudingen: Brazilië, Rusland, India, China (die zich verzetten tegen een militaire interventie tegen een soeverein land) en Duitsland (wiens officiële standpunt was dat het niet wilde deelnemen aan een militaire operatie in Libië, terwijl het wel erkende dat er iets moest gebeuren).
De volledige lijst van deelnemende landen en hun rol bij de toepassing van deze maatregelen waren op dat moment nog niet gespecificeerd, hoewel Frankrijk en het Verenigd Koninkrijk kenbaar maakten dat het een zaak van urgentie was en Libanon en de Verenigde Staten de resolutie sterk steunden.
Op 18 maart verklaarde de Libische minister van Buitenlandse Zaken, Mussa Kussa, een staakt-het-vuren af toegerekend aan de VN-resolutie. Artilleriebeschietingen op Misratah en Ajdabiya werden echter voortgezet en soldaten van de overheid bleven Benghazi steeds meer naderen. Op 19 maart naderden troepen van de overheid en tanks de stad. Ook werden er artillerie en mortieren afgevuurd op de stad. De VN-resolutie stond luchtaanvallen tegen de Libische grondtroepen en "oorlogsschepen" die een bedreiging voor de burgers vormen toe.

## Internationaal overleg
Op 19 maart werd in Parijs een conferentie over Libië gehouden waaraan deelnamen: Sarkozy (Fr.), Cameron (Brittannië), Berlusconi (It.), Zapatero (Sp.), Merkel (Duitsl.), regeringsleiders van België, Denemarken, Griekenland, Nederland, Noorwegen, Portugal en Polen; Hillary Clinton (V.S.), Ban Ki-Moon (VN), de Arabische landen Jordanië, Marokko, Qatar, Verenigde Arabische Emiraten, en secretaris-generaal Mussa van de Arabische Liga; en (een) leider(s) van de Afrikaanse Unie.
Zij besloten luchtmacht in te zetten om de VN-resolutie af te dwingen, en tevens over te gaan tot militair ingrijpen. President Obama gaf aan dat de oplossing van militair ingrijpen door niemand wordt gewenst, maar dat Qadhafi door zijn acties de wereld geen keus laat.

## Handhaving

Bases actief voor de handhaving van de no-flyzone

De eerste NAVO-planning voor een mogelijke no-flyzone vond eind februari en begin maart plaats, met name door de NAVO-leden Verenigd Koninkrijk en Frankrijk. Het Verenigd Koninkrijk en Frankrijk waren vroege aanhangers van een no-flyzone en hebben voldoende air power om een no-flyzone op te leggen voor de gebieden die in handen zijn van de rebellen, hoewel ze misschien extra hulp nodig hebben voor een meer uitgebreide no-flyzone.
De Verenigde Staten hebben voldoende mogelijkheden in de lucht om een no-flyzone af te dwingen, maar waren voorzichtig om een dergelijke actie te ondersteunen voorafgaand aan het verkrijgen van een wettelijke basis voor het overtreden van Libië soevereiniteit. Vanwege de gevoelige aard van de militaire actie van de Verenigde Staten tegen een Arabisch land, hebben de Verenigde Staten Arabische deelname gevraagd voor de tenuitvoerlegging van een no-flyzone. Op een congreszitting verklaarde de Amerikaanse minister van Defensie Robert Gates dat "een no-flyzone begint met een aanval op de luchtverdediging van Libië om die te vernietigen ... en dan kan je over het land vliegen zonder zich zorgen te hoeven maken dat onze jongens worden neergeschoten. Maar dat is de manier waarop het begint." De Fransen opereren vanuit Mont Verdun in de buurt van Lyon, waar de luchtmacht haar belangrijkste luchtverdedigingscontrolecentrum heeft. Het Britse hoofdkwartier is te Northwood in de buitenwijken van Londen. Het hoofdkwartier van de Verenigde Staten bevindt zich in het zuidwesten van Duitsland in Ramstein.
In het begin vormden de landen, die meededen, een internationale coalitie. Op 25 maart nam het Allied Joint Force Command van de NAVO het commando over de no-fly zone over. Deze organisatie is gehuisvest in Napels. De no-fly zone werd gecombineerd met het al bestaande wapenembargo onder de naam Operatie Unified Protector.

### Namen van de operaties
In het begin:
- Canada: Operatie MOBILE
- Frankrijk: Operatie Harmattan
- Verenigd Koninkrijk: Operatie Ellamy
- Verenigde Staten: Operatie Odyssey Dawn

Nadat het commando overgedragen was aan de NAVO:
- NAVO: Operatie Unified Protector

### Fasen
- Fase 1: Uitschakelen van de luchtverdediging
- Fase 2: Monitoren van schendingen van de no-flyzone en van aanvallen op burgers

## Acties

### Dag 1: 19 maart 2011
Op 19 maart ging de internationale coalitie over tot militair ingrijpen op basis van de VN-resolutie. In de late namiddag stuurde Frankrijk twintig gevechtsvliegtuigen naar Benghazi over een strook van 100 km bij 150 km om aanvallen op de door de rebellen gecontroleerde stad te voorkomen. "Onze luchtmacht zal zich verzetten tegen elke agressie van kolonel Qadhafi tegen de bevolking van Benghazi", zei de Franse president Nicolas Sarkozy.
De geallieerde operaties begonnen met observatie, luchtaanvallen en raketten gericht op Libische militaire doelen. Het Pentagon meldde dat om 20:21 uur ongeveer 110 Tomahawkraketten werden afgevuurd op ruim 20 Libische geïntegreerde grond- en luchtverdedigingssystemen langs de Libische kustlijn. In het gebied waren 25 schepen van de coalitie aanwezig met inbegrip van drie Amerikaanse onderzeeboten.

Ondertussen berichtte de Libische staatstelevisie dat vijandelijke kruisvaarders burgerdoelen bombardeerden in Benghazi, Zuwarah en Misrata.
Bij de militaire actie vernietigde de Franse luchtmacht onder meer enkele tanks en andere pantservoertuigen. Het Franse leger claimde dat hun vliegtuigen over het gehele Libische grondgebied verkenningsmissies hadden uitgevoerd. Dezelfde dag bevestigde David Cameron dat de vliegtuigen van de Royal Air Force ook in actie waren gekomen. CBS News meldde dat B-2 stealth bommenwerpers non-stop gevlogen hebben van de Verenigde Staten naar Libië om 40 bommen te droppen op een groot Libisch vliegveld. Verder zijn gevechtsvliegtuigen op zoek naar Libische grondtroepen.
Het Pentagon en het Britse Ministerie van Defensie bevestigden dat ze gezamenlijk met de HMS Triumph (S93), schepen van de U.S. Navy en onderzeeboten meer dan 110 Tomahawkraketten hebben afgevuurd, aangevuld met luchtaanvallen, op 20 Libische geïntegreerde grond- en luchtverdedigingssystemenzowel aan de kust en inlands.

### Dag 2: 20 maart 2011
Op 20 maart 2011 werden er enkele Storm Shadow-raketten afgevuurd door Britse straaljagers. Negentien gevechtsvliegtuigen van de Verenigde Staten voerden aanvallen uit in Libië, waaronder de gevechtsvliegtuigen Hawker Siddeley Harrier van het Marine Corps, B-2 stealthbommenwerpers van de luchtmacht, en F-15 en F-16 gevechtsvliegtuigen. Bij Benghazi werd er een militair konvooi vernietigd door luchtaanval.

### Dag 3: 21 maart 2011
In de vroege ochtend van 21 maart verwoestten kruisraketten het commandocentrum van Qadhafi in Tripoli.